# Balkan Music Awards
Balkan Music Awards (BMA) ist eine im Jahr 2010 ins Leben gerufene jährliche Preisverleihung an Musikkünstler aus der Balkanregion. Veranstalter ist der Fernsehsender Balkanika Music TV. Die erste Verleihung fand am 16. Mai 2010 in der bulgarischen Hauptstadt Sofia auf dem Knjaz-Aleksandr-I.-Platz vor 30.000 Zuschauern statt. Im Vorfeld wurden Künstler in sechs Kategorien nominiert.

## Nominierungen 2010
Sofia

### Beste Künstlerin
- Hadise
- Inna
- Lepa Brena
- Anna Vissi
- Emina Jahović

### Bester Künstler
- Toni Cetinski
- Dino Merlin
- Željko Joksimović
- Murat Boz
- Toni Storaro

### Bestes Duett/Gruppe
- Hari Mata Hari
- Morandi
- Colonia
- MaNga
- Akcent

### Bestes Video
- Kraj – Karolina Gočeva feat. Sky Wikluh
- Colors – Morandi
- Haljinica boje lilia – Severina
- Shte se vozim li – Alisia
- Stin pira – Anna Vissi

### Bestes Lied
- Play Back – Flori Mumajesi
- Med – Dino Merlin & Emina Jahović
- Нищо не знаеш/nishto ne znaesh – Emanuela & Krum
- Spase to Hrono – Sakis Rouvas
- Lažu oči moje – Colonia
- Suzama kupićeš me – Nenad Ćeranić
- Kraj – Karolina Gočeva feat. Sky Wikluh
- That’s My Name – Akcent
- Fast Life – Hadise
- Ljubavi – Željko Joksimović
- S Tabo – Tanja Žagar

### Spezialpreis
außergewöhnlichen Beitrag zur Entwicklung und Popularisierung der Musik des Balkans
- Anna Vissi

## Nominierungen 2011
Sofia

### Beste Künstlerin
- Inna
- Marija Šerifović
- Bengü
- Despina Vandi
- Jelena Karleuša

### Bester Künstler
- Serdar Ortaç
- Zdravko Čolić
- Thanos Petrelis
- Aca Lukas
- Grafa

### Bestes Duett/Gruppe
- MaNga
- Direcția 5
- Akcent
- Colonia
- Đogani

### Bestes Video
- Love in Brasil – Andreea Bănică
- Mikrop – Serdar Ortaç
- Lola – Severina feat. Miligram
- An Isoun Agapi – Elena Paparizou

### Bestes Balkan-Projekt für 2010
- Za teb zhivea/Auto einai erotas – Teodora & Giorgos Giannias
- Tetovaza – Neda Ukraden & Ivan Zak
- Sedam Subota – Aca Lukas & Dado Polumenta
- Vazhno li ti e – Alisia & Flori
- Trazim te – Tony Cetinski & Sonja Bakic

### Bestes Lied
- Origjinale – Aurela Gace feat. Dr. Flori & Marsel
- Volkani – Armin Muzaferija
- Tvoya Totalno – Alisia
- An Isouna Agapi – Elena Paparizou
- Zavoli Me U Prolazu – Colonia
- Sedam Subota – Aca Lukas & Dado Polumenta
- Sakam Po Dobro Da Te Pamtam – Elena Risteska
- Sun Is Up – Inna
- Poset – Serdar Ortaç
- Dve U Meni – Nataša Bekvalac
- Carobni Zagrljaj – Rebeka Dremelj

## Nominierungen 2012
Sofia

### Beste Künstlerin
- Elli Kokkinou
- Hande Yener
- Inna
- Lepa Brena
- Maria Ilieva

### Bester Künstler
- Dino Merlin
- Nino
- Serdar Ortaç
- Smiley
- Zdravko Čolić

### Bestes Duett/Gruppe
- Deepside Deejays
- DNK
- maNga
- Play & Win
- Sanja Ilic & Balkanika

### Bestes Video
- 1.000.000 – Alexandra Stan feat. Carlprit
- Afer Dhe Larg – Elvana Gjata
- Grad Bez Ljudi – Severina
- Metak Sa Posvetom – Lepa Brena
- Fly to stay alive – maNga

### Bestes Balkan-Projekt für 2011
- Cumartesi (Sabota) – Teodora & Sinan Akçıl
- Ja volim Balkan – Dado Polumenta, MC Yankoo, DJ Mladja & MC Stojan
- Ne zna juce de ja sad – Violeta Miljković & Halid Bešlić
- Pao snijeg po dunjama – Neda Ukraden & Kemal Monteno
- Pitam te posledno – Emanuela & Serdar Ortaç

### Bestes Lied
- Afer Dhe Larg – Elvana Gjata
- Undo – Dino Merlin
- Na Ti Mi Govori – Alisia
- Eroteftika – Elli Kokkinou
- Brad Pitt – Severina
- Ja volim Balkan – Dado Polumenta feat. MC Yankoo, DJ Mladja & MC Stojan
- Ne Se Vrakas – Karolina Gočeva feat. V. Stefanovski
- Endless – Inna
- Atma – Sinan Akçıl feat. Hande Yener
- Brisi Me – Lepa Brena
- No One – Maja Keuc